# ドン・バロン・アワード
ドン・バロン・アワード（Don Balón Award）は、スペインの週刊誌であるドン・バロンが主催していたサッカーの賞である。そのシーズンの最優秀スペイン人選手、最優秀外国人選手、ブレイクスルー選手、最優秀監督、最優秀審判に賞が送られた。

## 受賞者
| シーズン | 最優秀スペイン人選手                              | 最優秀外国人選手                                | ブレイクスルー選手                            | 最優秀監督                                        | 最優秀審判                   |
| -------- | ------------------------------------------------- | ----------------------------------------------- | --------------------------------------------- | ------------------------------------------------- | ---------------------------- |
| 1975–76  | ミゲル・アンヘル (レアル・マドリード)             | ヨハン・ニースケンス (FCバルセロナ)             | -                                             | ミリャン・ミリャニッチ (レアル・マドリード)       | -                            |
| 1976–77  | フアニート (ブルゴスCF)                           | ヨハン・クライフ (FCバルセロナ)                 | -                                             | ルイス・アラゴネス (アトレティコ・マドリード)     | -                            |
| 1977–78  | ミゲリ (FCバルセロナ)                             | ヨハン・クライフ (FCバルセロナ)                 | -                                             | ルイス・モロウニー (レアル・マドリード)           | -                            |
| 1978–79  | キニ (スポルティング・ヒホン)                     | ウリ・シュティーリケ (レアル・マドリード)       | -                                             | ルイス・モロウニー (レアル・マドリード)           | -                            |
| 1979–80  | ラファエル・ゴルディージョ (レアル・ベティス)     | ウリ・シュティーリケ (レアル・マドリード)       | -                                             | ルイス・モロウニー (レアル・マドリード)           | -                            |
| 1980–81  | ウルッティ (RCDエスパニョール)                    | ウリ・シュティーリケ (レアル・マドリード)       | -                                             | アルベルト・オルマエチェア (レアル・ソシエダ)     | -                            |
| 1981–82  | ミゲル・テンディーリョ (バレンシアCF)             | ウリ・シュティーリケ (レアル・マドリード)       | -                                             | アルベルト・オルマエチェア (レアル・ソシエダ)     | -                            |
| 1982–83  | フアン・セニョール (レアル・サラゴサ)             | フアン・バルバス (レアル・サラゴサ)             | -                                             | ハビエル・クレメンテ (アスレティック・ビルバオ)   | -                            |
| 1983–84  | マヌエル・セルバンテス (レアル・ムルシア)         | フアン・バルバス (レアル・サラゴサ)             | -                                             | ハビエル・クレメンテ (アスレティック・ビルバオ)   | -                            |
| 1984–85  | ミゲリ (FCバルセロナ)                             | ベルント・シュスター (FCバルセロナ)             | -                                             | テリー・ヴェナブルズ (FCバルセロナ)               | -                            |
| 1985–86  | ミチェル (レアル・マドリード)                     | ホルヘ・バルダーノ (レアル・マドリード)         | フアン・カルロス (レアル・バリャドリード)     | ルイス・モロウニー (レアル・マドリード)           | エミリオ・グルセタ           |
| 1986–87  | アンドニ・スビサレッタ (FCバルセロナ)             | ウーゴ・サンチェス (レアル・マドリード)         | エルネスト・バルベルデ (RCDエスパニョール)    | ハビエル・クレメンテ (RCDエスパニョール)          | エミリオ・グルセタ           |
| 1987–88  | フアン・ララニャガ (レアル・ソシエダ)             | アレモン (アトレティコ・マドリード)             | セバスティアン・ロサーダ (RCDエスパニョール)  | レオ・ベーンハッカー (レアル・マドリード)         | エミリオ・アラドゥレン       |
| 1988–89  | フェルナンド・ゴメス (バレンシアCF)               | オスカル・ルジェリ (CDログロニェス)             | ルイス・ミージャ (FCバルセロナ)               | ジョン・トシャック (レアル・ソシエダ)             | ビクトリアーノ・アルミニオ   |
| 1989–90  | マルティン・バスケス (レアル・マドリード)         | ウーゴ・サンチェス (レアル・マドリード)         | ペドロ (CDログロニェス)                       | ジョン・トシャック (レアル・マドリード)           | エミリオ・アラドゥレン       |
| 1990–91  | ヨン・アンドニ・ゴイコエチェア (FCバルセロナ)     | ベルント・シュスター (アトレティコ・マドリード) | ルイス・エンリケ (スポルティング・ヒホン)     | ヨハン・クライフ (FCバルセロナ)                   | イルデフォンソ・アスピタルテ |
| 1991–92  | アグスティン・エルドゥアイエン (ブルゴスCF)       | ミカエル・ラウドルップ (FCバルセロナ)           | デルフィ・ヘリ (アルバセテ・バロンピエ)       | ヨハン・クライフ (FCバルセロナ)                   | ラウル・デ・ロサ             |
| 1992–93  | フラン (デポルティーボ)                           | ミロスラヴ・ジュキッチ (デポルティーボ)         | フレン・ゲレーロ (アスレティック・ビルバオ)   | アルセニオ・イグレシアス (デポルティーボ)         | フアン・オリベル             |
| 1993–94  | フレン・ゲレーロ (アスレティック・ビルバオ)       | フリスト・ストイチコフ (FCバルセロナ)           | セルジ・バルフアン (FCバルセロナ)             | ビクトル・フェルナンデス (レアル・サラゴサ)       | アントニオ・ロペス・ニエト   |
| 1994–95  | ホセ・エミリオ・アマビスカ (レアル・マドリード)   | イバン・サモラーノ (レアル・マドリード)         | ラウル・ゴンサレス (レアル・マドリード)       | アルセニオ・イグレシアス (デポルティーボ)         | アルトゥーロ・イバニェス     |
| 1995–96  | ホセ・ルイス・カミネロ (アトレティコ・マドリード) | プレドラグ・ミヤトヴィッチ (バレンシアCF)       | イバン・デ・ラ・ペーニャ (FCバルセロナ)       | ラドミル・アンティッチ (アトレティコ・マドリード) | アントニオ・ロペス・ニエト   |
| 1996–97  | ラウル・ゴンサレス (レアル・マドリード)           | ロナウド (FCバルセロナ)                         | ビクトル (レアル・バリャドリード)             | ビセンテ・カンタローレ (レアル・バリャドリード)   | メフト・ゴンサレス           |
| 1997–98  | アルフォンソ・ペレス (レアル・ベティス)           | リバウド (FCバルセロナ)                         | アルベルト・セラデス (FCバルセロナ)           | ハビエル・イルレタ (セルタ・デ・ビーゴ)           | ホセ・アランダ               |
| 1998–99  | ラウル・ゴンサレス (レアル・マドリード)           | ルイス・フィーゴ (FCバルセロナ)                 | シャビ・エルナンデス (FCバルセロナ)           | エクトル・クーペル (RCDマジョルカ)                | メフト・ゴンサレス           |
| 1999–00  | ラウル・ゴンサレス (レアル・マドリード)           | ルイス・フィーゴ (FCバルセロナ)                 | イケル・カシージャス (レアル・マドリード)     | ハビエル・イルレタ (デポルティーボ)               | アントニオ・ロペス・ニエト   |
| 2000–01  | ラウル・ゴンサレス (レアル・マドリード)           | ルイス・フィーゴ (レアル・マドリード)           | カルレス・プジョル (FCバルセロナ)             | マネ (アラベス)                                   | ホセ・アランダ               |
| 2001–02  | ラウル・ゴンサレス (レアル・マドリード)           | ジネディーヌ・ジダン (レアル・マドリード)       | ホアキン・サンチェス (レアル・ベティス)       | ラファエル・ベニテス (バレンシアCF)               | アントニオ・ロペス・ニエト   |
| 2002–03  | シャビ・アロンソ (レアル・ソシエダ)               | ニハト・カフヴェジ (レアル・ソシエダ)           | ティアゴ・モッタ (FCバルセロナ)               | レイノー・ドゥヌエ (レアル・ソシエダ)             | メフト・ゴンサレス           |
| 2003–04  | ビセンテ・ロドリゲス (バレンシアCF)               | ロナウジーニョ (FCバルセロナ)                   | ジュリオ・バチスタ (セビージャFC)             | ハビエル・イルレタ (デポルティーボ)               | セサル・フェルナンデス       |
| 2004–05  | シャビ・エルナンデス (FCバルセロナ)               | フアン・リケルメ (ビジャレアルCF)               | セルヒオ・ラモス (セビージャFC)               | フランク・ライカールト (FCバルセロナ)             | ウンディアーノ・マジェンコ   |
| 2005–06  | ダビド・ビジャ (バレンシアCF)                     | ロナウジーニョ (FCバルセロナ)                   | ラウル・アルビオル (バレンシアCF)             | フランク・ライカールト (FCバルセロナ)             | メフト・ゴンサレス           |
| 2006–07  | サンティ・カソルラ (レクレアティーボ)             | リオネル・メッシ (FCバルセロナ)                 | アレクシス・ルアーノ (ヘタフェCF)             | ファンデ・ラモス (セビージャFC)                   | ウンディアーノ・マジェンコ   |
| 2007–08  | マルコス・セナ (ビジャレアルCF)                   | セルヒオ・アグエロ (アトレティコ・マドリード)   | ボージャン・クルキッチ (FCバルセロナ)         | グレゴリオ・マンサーノ (RCDマジョルカ)            | メフト・ゴンサレス           |
| 2008–09  | アンドレス・イニエスタ (FCバルセロナ)             | リオネル・メッシ (FCバルセロナ)                 | ジェラール・ピケ (FCバルセロナ)               | ジョゼップ・グアルディオラ (FCバルセロナ)         | ミゲル・ラサ                 |
| 2009-10  | ボルハ・バレーロ (RCDマジョルカ)                  | リオネル・メッシ (FCバルセロナ)                 | ハビ・マルティネス (アスレティック・ビルバオ) | ジョゼップ・グアルディオラ (FCバルセロナ)         | ハビエル・アルバレス         |

## 受賞回数ランキング

### 最優秀スペイン人選手
| 選手               | 回数 | シーズン                                    |
| ------------------ | ---- | ------------------------------------------- |
| ラウル・ゴンサレス | 5    | 1996-97, 1998-99, 1999-00, 2000-01, 2001-02 |
| ミゲリ             | 2    | 1977-78, 1984-85                            |

### 最優秀外国人選手
| 選手                 | 国籍         | 回数 | シーズン                           |
| -------------------- | ------------ | ---- | ---------------------------------- |
| ウリ・シュティーリケ | ドイツ       | 4    | 1978-79, 1979-80, 1980-81, 1981-82 |
| リオネル・メッシ     | アルゼンチン | 3    | 2006-07, 2008-09, 2009-10          |
| ルイス・フィーゴ     | ポルトガル   | 3    | 1998-99, 1999-00, 2000-01          |
| ロナウジーニョ       | ブラジル     | 2    | 2003-04, 2005-06                   |
| ベルント・シュスター | ドイツ       | 2    | 1984-85, 1990-91                   |
| ウーゴ・サンチェス   | メキシコ     | 2    | 1986-87, 1989-90                   |
| フアン・バルバス     | アルゼンチン | 2    | 1982-83, 1983-84                   |
| ヨハン・クライフ     | オランダ     | 2    | 1976-77, 1977-78                   |

### 最優秀監督
| 監督                       | 国籍       | 回数 | シーズン                           |
| -------------------------- | ---------- | ---- | ---------------------------------- |
| ルイス・モロウニー         | スペイン   | 4    | 1977-78, 1978-79, 1979-80, 1985-86 |
| ハビエル・イルレタ         | スペイン   | 3    | 1997-98, 1999-00, 2003-04          |
| ハビエル・クレメンテ       | スペイン   | 3    | 1982-83, 1983-84, 1986-87          |
| ジョゼップ・グアルディオラ | スペイン   | 2    | 2008-09, 2009-10                   |
| フランク・ライカールト     | オランダ   | 2    | 2004-05, 2005-06                   |
| アルセニオ・イグレシアス   | スペイン   | 2    | 1992-93, 1994-95                   |
| ヨハン・クライフ           | オランダ   | 2    | 1990-91, 1991-92                   |
| ジョン・トシャック         | ウェールズ | 2    | 1988-89, 1989-90                   |
| アルベルト・オルマエチェア | スペイン   | 2    | 1980-81, 1981-82                   |